# Calomys tocantinsi
Calomys tocantinsi là một loài động vật có vú trong họ Cricetidae, bộ Gặm nhấm. Loài này được Bonvicino, Lima, & Almeida mô tả năm 2003.